# Энергетикский поссовет
Энергетикский поссовет — сельское поселение в Новоорском районе Оренбургской области Российской Федерации.
Административный центр — посёлок Энергетик.

## История
9 марта 2005 года в соответствии с законом Оренбургской области № 1905/313-III-ОЗ образовано сельское поселение Энергетикский поссовет, установлены границы муниципального образования.

## Население
| 2010  | 2012  | 2013  | 2014  | 2015  | 2016  | 2017  |
| ----- | ----- | ----- | ----- | ----- | ----- | ----- |
| 7907  | ↘7714 | ↘7546 | ↘7420 | ↘7316 | ↘7197 | ↘7032 |
| 2018  | 2019  | 2020  | 2021  |       |       |       |
| ↘6874 | ↘6741 | ↘6654 | ↘6540 |       |       |       |

## Состав сельского поселения
| № | Населённый пункт | Тип населённого пункта          | Население |
| - | ---------------- | ------------------------------- | --------- |
| 1 | Энергетик        | посёлок, административный центр | ↘6540     |